# بريتفيل سور لايز
بريتفيل سور لايز هي بلدة تقع في إقليم كلفادس، نرمندية، شمال غرب فرنسا. يبلغ عدد سكانها حوالي 1913 نسمة.